# Gnaphaliothamnus
Gnaphaliothamnus là một chi thực vật có hoa trong họ Cúc (Asteraceae).

## Loài
Chi Gnaphaliothamnus gồm các loài: